# I Am Angela
I Am Angela es una película estadounidense pornográfica lanzada en diciembre de 2018 por el estudio Evil Angel y codirigida por varios cineastas, protagonizada por la actriz y directora pornográfica australiana Angela White, ganadora de varios premios de la industria y considerada una de las actrices más prolíferas de la misma. Fue la segunda entrega de la trilogía original I Am..., que completaron I Am Katrina (2017) y I Am Riley (2019).

## Sinopsis
I Am Angela fue una mirada en retrospectiva del trabajo de la que fue Anexo:Premio AVN a la Artista femenina del año en enero de 2018 en los Premios AVN, la actriz y cineasta Angela White. El metraje de la película intercala entrevistas con la propia Angela, secuencias documentales y las propias del género pornográfico. La película, también dotada del género del documental, queda conformada por cinco escenas, cada una dirigida por un cineasta distinto. 
Evil Chris entreteje entrevistas, secuencias documentales y de sexo. Jonni Darkko fue encargado de dirigir la escena que conformaban Angela con los actores Mick Blue, Markus Dupree y Steve Holmes, con doble y triple penetración anal; Dana Vespoli la dirige y coprotagoniza con Angela y Joanna Angel en un trío lésbico; Joey Silvera presta su estilo de dirección en la primera escena transexual de la película con la actriz Chanel Santini; y John Stagliano, director y fundador del estudio Evil Angel, documenta la primera experiencia de Angela con el actor italiano Rocco Siffredi.

## Recepción de la crítica
La película recibió críticas positivas en general de los críticos de la industria. El escritor de XCritic JW Sharp dijo que "[tras ver la película] tienes la sensación de que hay una mujer conquistando el campo del porno, ella sola a su manera [...] pinta un retrato de una mujer que trabaja incansablemente en su oficio. Una perfeccionista que pone a sus fanáticos en primer lugar al ofrecer lo mejor que tiene y nunca conformarse con el segundo mejor [...] mira el poder de estrella que tiene". Un crítico del portal de AdultDVDEmpire expresó que Angela es una de las mejores artistas de la industria: "ha sido de las mejores figuras del entretenimientos para adultos". Otro crítico del mismo apuntó: "No hay limitaciones en lo que puede hacer esta mujer ¡Increíble liberación!".

## Premios y nominaciones
| Ceremonia       | Resultado | Categoría                       | Nominados                     |
| --------------- | --------- | ------------------------------- | ----------------------------- |
| Premios AVN     | Ganadora  | Mejor Star Showcase             | —                             |
| Premios AVN     | Ganadora  | Mejor escena de sexo anal       | Angela White y Rocco Siffredi |
| Premios AVN     | Ganadora  | Mejor dirección                 | Evil Chris                    |
| Premios AVN     | Ganadora  | Mejor montaje                   | Evil Ricky                    |
| Premios AVN     | Ganadora  | Mejor campaña de marketing      | —                             |
| Premios AVN     | Nominada  | Mejor escena de sexo transexual | Angela White y Chanel Santini |
| Premios AVN     | Nominada  | Película del Año                | —                             |
| NightMoves      | Nominada  | Mejor Star Showcase Release     | —                             |
| Premios XBIZ    | Nominada  | Campaña de marketing del año    | —                             |
| Premios XBIZ    | Nominada  | Película performance del año    | —                             |
| Premios XCritic | Ganadora  | Mejor dirección                 | Evil Chris                    |
| Premios XCritic | Ganadora  | Escena del año                  | Angela White y Rocco Siffredi |
| Premios XRCO    | Ganadora  | Star Showcase                   | Angela White                  |